# 9626 Stanley
9626 Stanley este un asteroid din centura principală de asteroizi.

## Descriere
9626 Stanley este un asteroid din centura principală de asteroizi. A fost descoperit pe 14 mai 1993 la Observatorul La Silla de Eric Walter Elst. El prezintă o orbită caracterizată de o semiaxă mare de 2,41 ua, o excentricitate de 0,16 și o înclinație de 3,2° în raport cu ecliptica.